# Hans-Jochen Vogel
Pour les articles homonymes, voir Vogel.
Hans-Jochen Vogel, né le 3 février 1926 à Göttingen et mort le 26 juillet 2020 à Munich, est un homme politique allemand, membre du Parti social-démocrate d'Allemagne (SPD).
Élu, à 34 ans, bourgmestre de Munich en 1960, réélu en 1966, il devient ministre fédéral de l'Aménagement du territoire en 1972. Deux ans plus tard, il échoue aux élections régionales en Bavière, est tout de même nommé ministre fédéral de la Justice. Il démissionne en 1981, afin d'être investi bourgmestre-gouverneur de Berlin-Ouest.
Bien qu'il soit défait, quelques mois plus tard, par la CDU aux élections locales, il est choisi, en 1983, comme candidat à la chancellerie par le SPD contre Helmut Kohl, qui remporte largement les élections fédérales. Porté à la présidence fédérale du SPD en 1987, il se retire de la vie politique en 1991.

## Biographie

### Jeunesse, formation et carrière
Ayant passé avec succès son Abitur en 1943, il est aussitôt enrôlé dans la Wehrmacht. Démobilisé à la fin de la Seconde Guerre mondiale, il entreprend, en 1946, des études de droit, d'abord à Munich, puis Marbourg.
Il adhère, en 1950, au Parti social-démocrate d'Allemagne, et obtient, l'année suivante, son doctorat de droit. En 1952, il devient expert judiciaire (Assessor) au ministère de la Justice du Land de Bavière, puis haut fonctionnaire (Regierungsrat) en 1953. Il quitte le ministère l'année suivante, pour occuper ces mêmes fonctions auprès de la commune de Traunstein.
Il est recruté, en 1955, à la chancellerie régionale, où il travaille quatre ans.

### Jeune bourgmestre de Munich
Il entre, en 1958, au conseil communal de Munich et devient directeur du service juridique.
Deux ans plus tard, il se présente à l'élection du bourgmestre, qui se tient le 27 mars. À 34 ans, il est facilement élu, avec 58,3 % des voix, contre Josef Müller, figure de l'Union chrétienne-sociale en Bavière (CSU). Candidat à un second mandat le 13 mars 1966, il s'impose avec 78 % des voix contre son deuxième adjoint et candidat de la CSU, Georg Brauchle.
Au cours de ces douze années au pouvoir dans la capitale bavaroise, il a beaucoup œuvré pour l'obtention, puis l'organisation, des Jeux olympiques d'été de 1972, dont il préside le comité organisateur.
À l'occasion de l'élection du bourgmestre du 11 juin 1972, il ne se représente pas, du fait de ses conflits avec l'aile gauche du SPD de Munich, et cède la place à Georg Kronawitter, qui l'emporte avec 56 % des suffrages.

### Ministre fédéral de Brandt et Schmidt
Membre du comité directeur fédéral du SPD depuis 1970, il prend, en 1972, la présidence du parti en Bavière, tout en entrant à la présidence fédérale.
Il est élu député fédéral de Bavière au Bundestag lors des élections fédérales anticipées du 19 novembre 1972, qui voient la reconduction au pouvoir du social-démocrate Willy Brandt. Le 4 décembre suivant, il est nommé ministre fédéral de l'Aménagement du territoire, des Travaux publics et de l'Urbanisme dans le cabinet Brandt II.
À la suite de la démission de Brandt, le 7 mai 1974, Helmut Schmidt lui succède au poste de chancelier fédéral. Il forme alors son premier gouvernement, dans lequel Vogel devient ministre fédéral de la Justice, une fonction qu'il conserve jusqu'au 22 janvier 1981.

### Les régionales bavaroises de 1974
Pour les élections régionales du 27 octobre 1974 au Landtag de Bavière, il est désigné chef de file des sociaux-démocrates contre le ministre-président Alfons Goppel, de la CSU, au pouvoir depuis 1962. Le jour du scrutin, le SPD reste dans l'opposition avec 64 députés sur 204 et 30,2 % des suffrages, en recul de trois points par rapport à 1970, et en retard de trente-deux points sur le parti au pouvoir.
En 1977, il abandonne la présidence régionale du SPD.

### Bourgmestre-gouverneur de Berlin
Au lendemain de sa démission du gouvernement fédéral, il est investi bourgmestre-gouverneur de Berlin-Ouest, à la tête d'une alliance avec le Parti libéral-démocrate (FDP). Il prend ainsi la succession de Dietrich Stobbe, en fonction depuis 1977, contraint à la démission après la crise interne à la coalition due au scandale financier de l'affaire Garski.
Il se présente comme chef de file du SPD aux élections législatives locales du 10 mai 1981. Avec 51 députés sur 132 et 38,3 % des voix, le parti accuse un recul de plus de quatre points, tandis que la CDU, avec 48 % des suffrages, rate de deux sièges la majorité absolue. Le 11 juin suivant, le chrétien-démocrate Richard von Weizsäcker lui succède.

### Le nouveau dirigeant du SPD fédéral
Deux ans plus tard, il est choisi comme candidat social-démocrate à la chancellerie à l'occasion des élections fédérales anticipées du 6 mars 1983, provoquées par le remplacement d'Helmut Schmidt par Helmut Kohl, de la CDU.
Se présentant comme « l'homme du débat et du raisonnement », Hans-Jochen Vogel passe pour piètre orateur et reste peu connu en dehors de l'Allemagne de l'Ouest. Il a toutefois toute la considération d'Helmut Schmidt et de Willy Brandt. Il remporte 193 députés sur 498, et 38,2 % des voix, soit un recul de cinq points, tandis que la CDU/CSU s'envole à 49 % des suffrages et 244 sièges.
Il devient alors président du groupe SPD au Bundestag, de retour dans l'opposition après quatorze années au pouvoir. Aux élections fédérales du 25 janvier 1987, il laisse la candidature à la chancellerie à Johannes Rau, ministre-président de la Rhénanie-du-Nord-Westphalie, mais conserve tout de même la présidence du groupe après le scrutin, qui voit la reconduction de Kohl.
Le 14 juin, il est désigné président fédéral du Parti social-démocrate, en remplacement de Willy Brandt, titulaire du poste depuis 1964.

### Retrait de la vie politique
Pour les élections fédérales du 2 décembre 1990, les premières de l'Allemagne réunifiée, il choisit Oskar Lafontaine, ministre-président de la Sarre, pour affronter Kohl, mais le parti subit un nouvel échec. Le 29 mai 1991, il choisit de ne pas solliciter un nouveau mandat à la tête du SPD et cède la présidence à Björn Engholm. Il renonce, six mois plus tard, à présider le groupe parlementaire, au profit de l'ancien premier bourgmestre de Hambourg, Hans-Ulrich Klose.
Il continue de siéger au Bundestag jusqu'en 1994, puis se retire de la vie politique.
En 2006, il écrit "Deutschland aus der VOGEL PERSPEKTIVE" avec son frère Bernhard Vogel pour retracer l'histoire de l'Allemagne selon leurs deux points de vue respectifs.

### Vie privée
Fils d'un agriculteur de Munich, Hans-Jochen Vogel est marié à partir de 1972 à Liselotte Vogel et est père de trois enfants. Ils vivent ensemble dans une maison de retraite de Munich à compter de 2006. Par ailleurs, il est le frère du chrétien-démocrate Bernhard Vogel. En 2015, il rend public qu'il est atteint par la maladie de Parkinson. Il meurt le 26 juillet 2020 à Munich et il est enterré au cimetière de Bogenhausen.